# Tenancingo (Tlaxcala)
Tenancingo es una localidad del estado mexicano de Tlaxcala. Es cabecera del municipio de Tenancingo.

## Demografía
| Censo | Población |
| ----- | --------- |
| 1900  | 1 793     |
| 1910  | 1 697     |
| 1921  | 1 863     |
| 1930  | 2 340     |
| 1940  | 2 800     |
| 1950  | 2 698     |
| 1960  | 4 635     |
| 1970  | 4 359     |
| 1980  | 6 675     |
| 1990  | 9 749     |
| 1995  | 9 566     |
| 2000  | 10 102    |
| 2005  | 10 559    |
| 2010  | 11 636    |
| 2020  | 12 892    |